# Australomimetus spinosus
Australomimetus spinosus là một loài nhện trong họ Mimetidae.
Loài này thuộc chi Australomimetus. Australomimetus spinosus được miêu tả năm 1986 bởi Heimer.